# Synneuron decipiens
Synneuron decipiens is een muggensoort uit de familie van de Canthyloscelididae. De wetenschappelijke naam van de soort is voor het eerst geldig gepubliceerd in 1977 door Hutson.